# Charlottenburg-Wilmersdorf

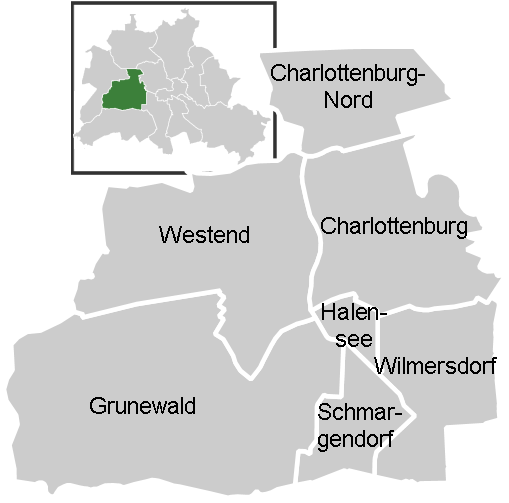
stadsdelar i Charlottenburg-Wilmersdorf

Charlottenburg-Wilmersdorf är ett stadsdelsområde (Bezirk) i Berlin. Det skapades 2001 av stadsdelsområdena Charlottenburg och Wilmersdorf. 
Stadsdelsområdet Charlottenburg-Wilmersdorf underindelas i de administrativa stadsdelarna (Ortsteile) Charlottenburg, Charlottenburg-Nord, Grunewald, Halensee, Schmargendorf, Westend och Wilmersdorf.
Stadsdelsområdet omfattar de centrala delarna av västra Berlin, med City West som fungerar tillsammans med den historiska stadskärnan Mitte som Berlins moderna stadskärna och centrum för affärslivet. I Charlottenburg-Wilmersdorf ligger bland annat Technische Universität Berlin, Universität der Künste, Deutsche Oper, Berlins Olympiastadion och mässområdet med Funkturm.

Mandatfördelningen i stadsdelsområdets parlament 2016